# Santo Domingo de Morelos
Santo Domingo de Morelos är en kommun i Mexiko.   Den ligger i delstaten Oaxaca, i den sydöstra delen av landet, 500 km sydost om huvudstaden Mexico City.
Följande samhällen finns i Santo Domingo de Morelos:
- Piedra del Sol
- Macahuitera
- Bajos de Santo Domingo
- Barrio Nuevo
- Barrio del Río
- Paso San Antonio
- Los Sebastianes
- Barrio Alto
- Taraguntín